# Янцер, Мануэль
Мануэ́ль Я́нцер (нем. Manuel Janzer) — немецкий футболист, полузащитник. С 2007 по 2010 год сыграл 21 матч за юношеские сборные Германии (U-16, U-17 и U-18), и забил три гола.

## Клубная карьера
Мануэль Янцер родился в 1992 году в городе Ален, на юго-западе Германии. Его родители и старший брат родом из Узбекистана, из Ташкентской области, и переехали в Германию до рождения Мануэля.
В юности играл за «Оберкохен». В 2010—2011 годах играл за молодёжную команду «Штутгарта». Остальные четыре сезона выступал за «Штутгарт II», в составе которого сыграл 94 матча и забил 15 голов. Сезон 2014/2015 провёл в клубе «Хайденхайм». В 2015—2018 годах играл за «Хольштайн». С 2018 года играет за брауншвейгский «Айнтрахт».

## Карьера в сборной
С 2007 по 2010 год сыграл 21 матч за юношеские сборные Германии (U-16, U-17 и U-18), и забил три гола. Победитель чемпионата Европы среди 17-летних 2009 года, на турнире забил один гол на групповой стадии в ворота Нидерландов. Участник чемпионата мира 2009 года среди 17-летних в Нигерии, вышел на поле один раз, в матче против Аргентины.
В марте 2019 года в интервью узбекистанскому футбольному сайту CHAMPIONAT.asia признался, что очень хотел бы выступать за национальную сборную Узбекистана, считает Узбекистан не чужой для себя страной, и смотрел матчи этой сборной на Кубке Азии 2019.